# Keras (Diwek)
Keras is een bestuurslaag in het regentschap Jombang van de provincie Oost-Java, Indonesië. Keras telt 5939 inwoners (volkstelling 2010).